# Claude Joseph Vernet
Claude-Joseph Vernet (n. 14 august 1714, Avignon, Franța – d. 3 decembrie 1789, Paris, Franța) a  fost un pictor francez. Fiul său, Antoine Charles Horace Vernet, a fost de asemenea pictor.

## Biografie

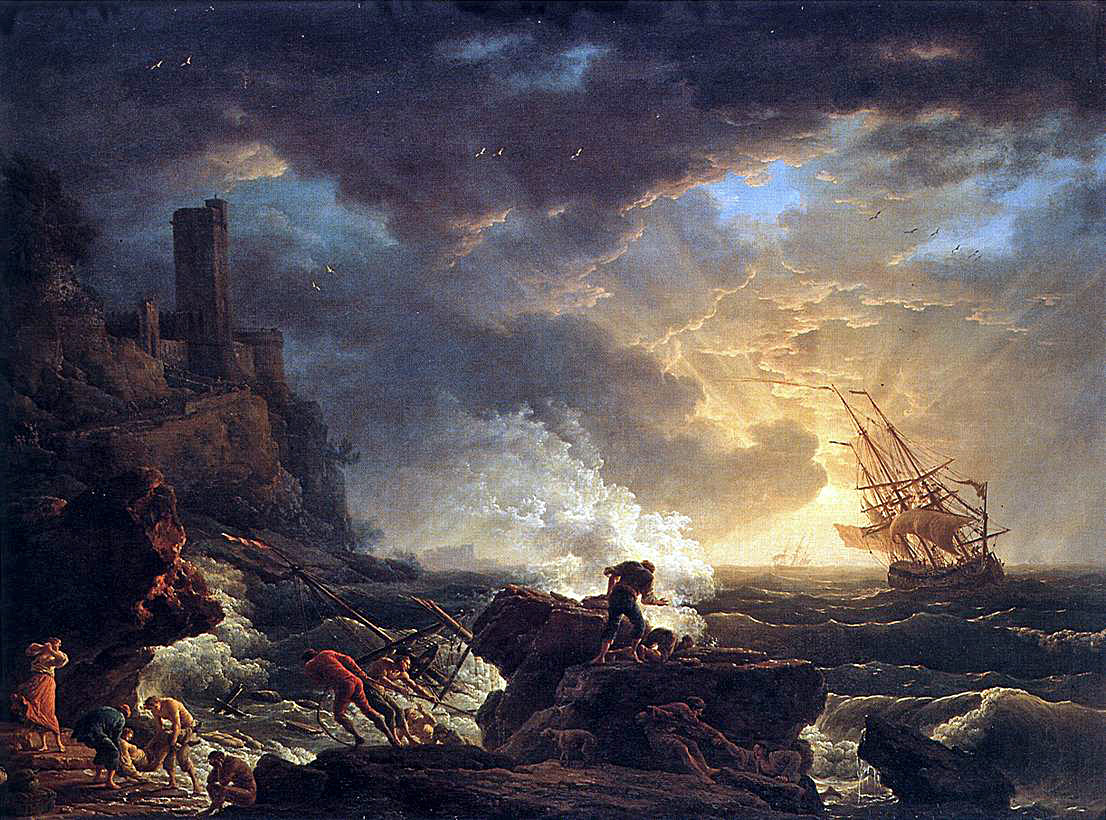
Naufragiu ,1759

Născut în Avignon, a studiat în Italia, la Bernardino Fergionni și Adrien Manglard, și a devenit unul dintre cei mai de seamă pictori peisagiști ai timpului său. A devenit faimos prin reprezentările artistice ale furtunilor pe mare, care i-au plăcut în special împăratului rus Pavel I. În perioada 1754-1762, prin ordin al regelui Ludovic al XV-lea, a creat o serie de picturi "Porturi Franceze" (Paris, Luvru) care a precedat crearea unui număr de schițe de viață. Pânzele sale mari erau achiziționate pentru a decora palatele din întreaga Europă, fiind prezente acum în cele mai importante muzee europene. Una dintre cele mai mari colecții este păstrată în Muzeul Ermitaj din Sankt Petersburg.
Urmașii lui Claude Joseph Vernet au fost de asemenea pictori. În această privință sunt de menționat unul din fii săi, Carle Vernet, precum și nepotul său, Horace Vernet.

## Imagini

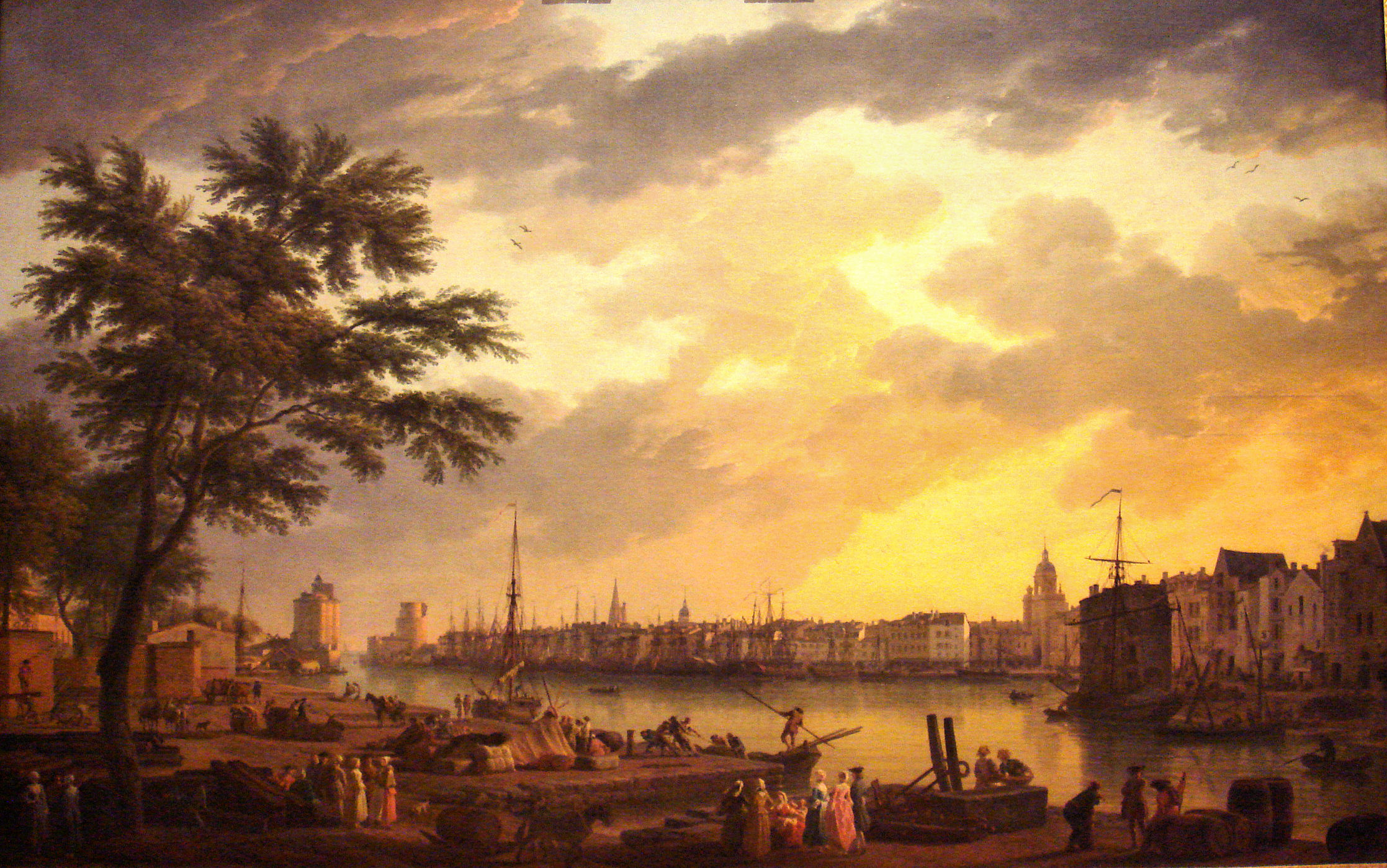
Portul La Rochelle în 1762, Musée de la Marine.
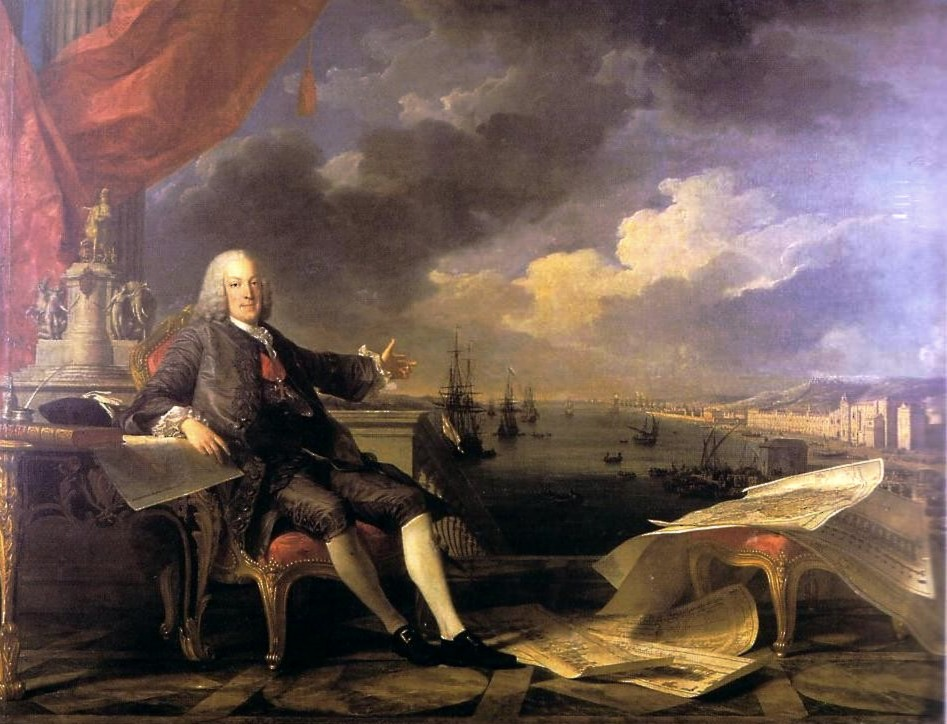
Sebastião José de Carvalho e Melo, Marchizul de Pombal, "Expulzarea iezuiților" de Louis-Michel van Loo și Claude-Joseph Vernet, 1767.
Naufragiul, 1772, Ulei pe pânză, National Gallery of Art, Washington D.C
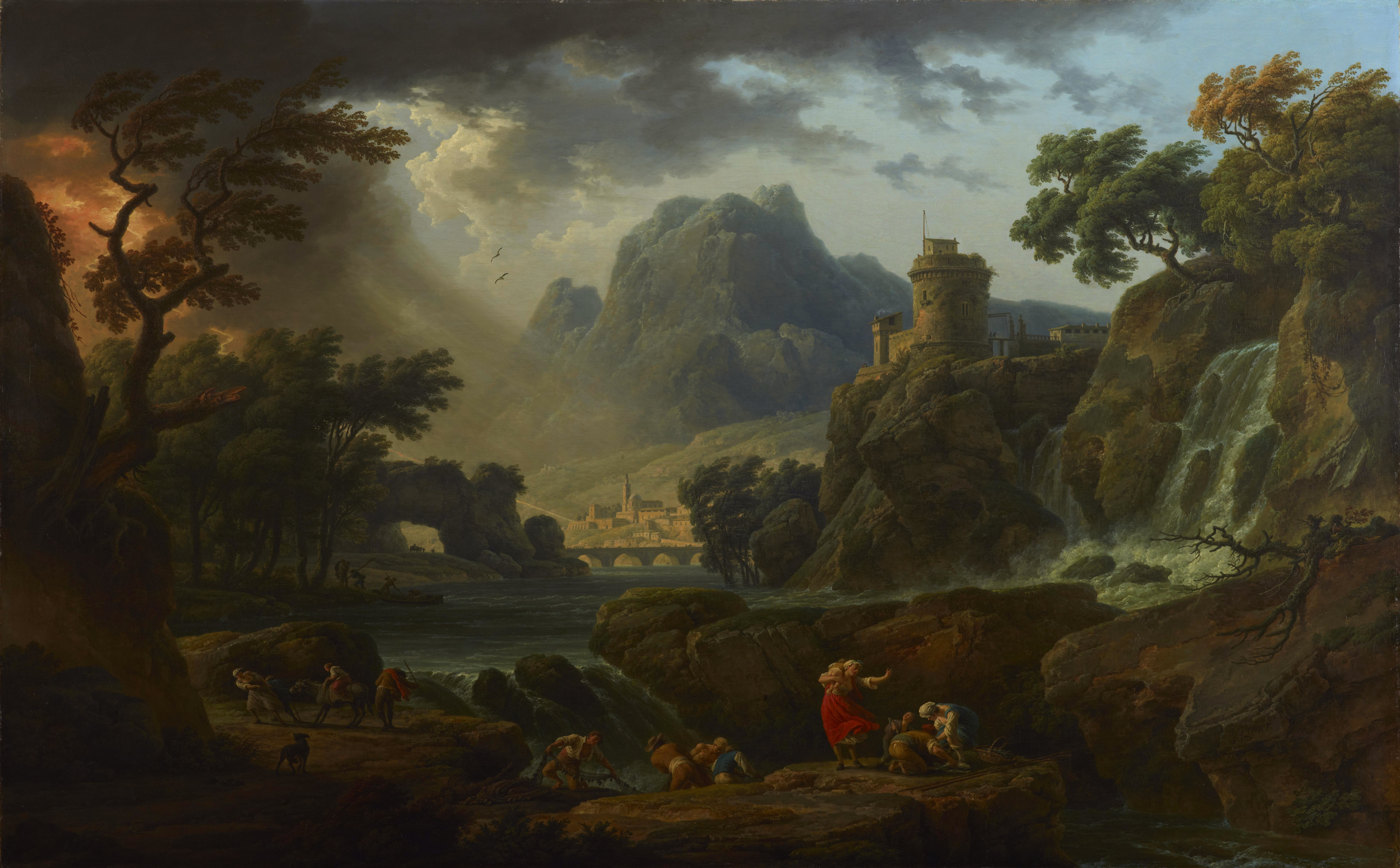
Peisaj de munte cu furtună care se apropie, 1775, Dallas Museum of Art
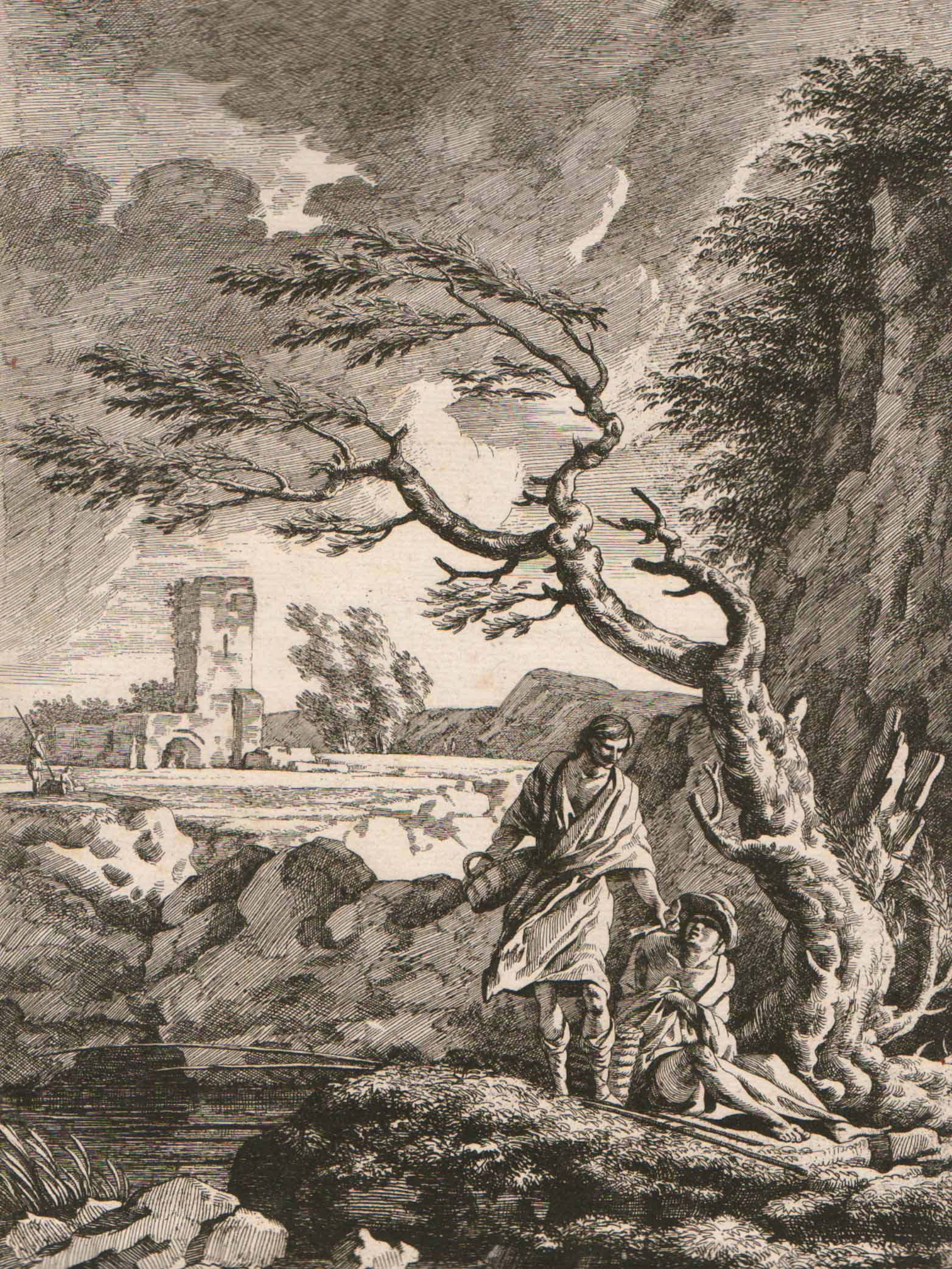
J. Vernet (gravată de P. Ozann). Pescar prins de vânt. 1770-80s. Colecție privată, Rusia